# علي بابا والأربعون لصا

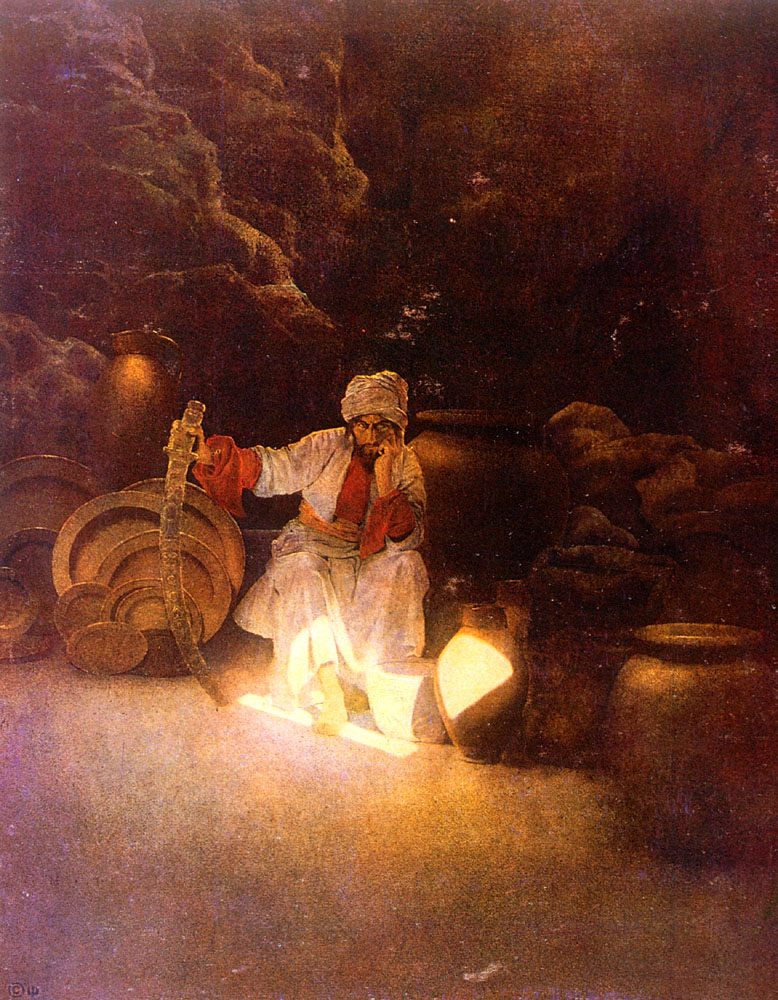
لوحة لماكسفيلد باريش تصور علي بابا (1909).

علي بابا والأربعون لصًّا هي حكاية فُولكلُورِيّة من ألف ليلة وليلة. أضافها إلى المجموعة القصصية مترجمها الفرنسي أنطوان غالان في القرن الثامن عشر، بعد أن سمعها من القاص السوري حنا دياب. كواحدة من أشهر حكايات الف ليلة وليلة. أُعيد سرد هذه الحكاية ومُثِلَت في الكثير من الأوساط، خصوصاً للأطفال، الذين تُخفى عنهم الجوانب العنيفة من القصة.
شخصية علي بابا في النسخة الأصلية هو حطاب أمين وصادق يكتشف سر مخبأ اللصوص ويدخل بالعبارة السحرية «افتح يا سمسم». يحاول اللصوص قتل علي بابا، لكن جاريته الوفية تحبط مكائدهم. يتزوجها ابن علي بابا ويحتفظ علي بابا بسر الكنز.

## التاريخ النصي

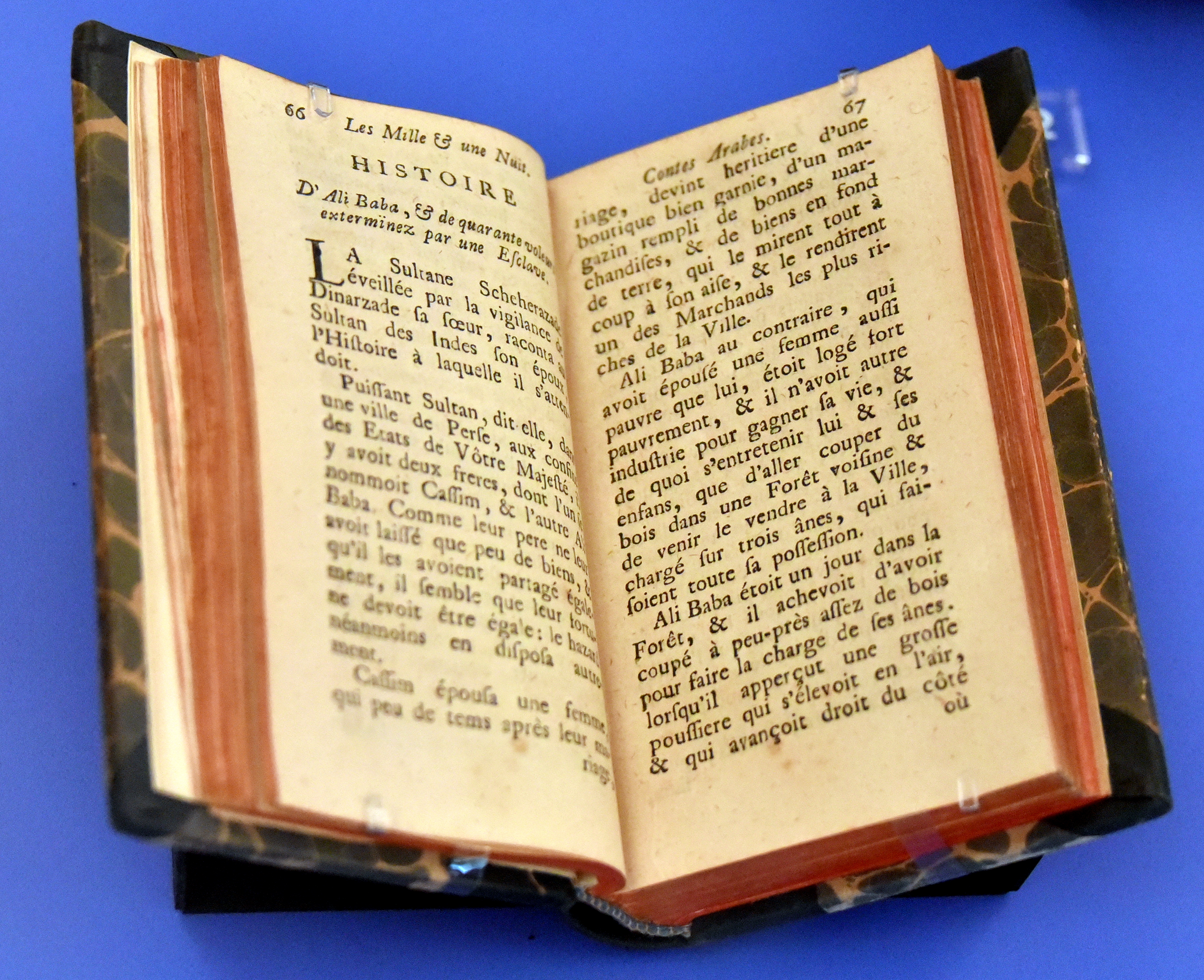
الطبعة الأوروبية الأولى من ألف ليلة وليلة، لأنطوان غالاند، المجلد 11، 1730م، باريس

أضافها إلى المجموعة القصصية الف ليلة وليلة أحد مترجميها الأوروبيين، أنطوان غالاند، الذي سمى مجلداته (Les Mille et Une Nuits) في (1704-1717). غالاند هو المستشرق الفرنسي من القرن الثامن عشر الذي سمعها من قاص سوري ماروني يدعى حنا دياب، الذي سافر من حلب في سوريا الحديثة إلى باريس. وأول نسخة معروفة من النص هي نسخة غالاند الفرنسية.        
أدرجها ريتشارد أف. بيرتونفي في مجلدات تكميلية (بدلاً من وضعها في المجموعة القصصية الرئيسية لترجمته (التي نُشِرت بعنوان The Book of the Thousand Nights and a Night)).
اكتشف المستشرق الأمريكي دنكان بلاك ماكدونالد مخطوطة القصة في مكتبة بودليان؛ لكن اتضح بعدها انها نسخة مزيفة.

## القصة
علي بابا وشقيقه الأكبر قاسم هما ابنان لتاجر. بعد وفاة والدهما، يتزوج الاخ الجشع قاسم من امرأة ثرية ويصبح ميسور الحال بعد ان يعتمد على عمل والدهما. يتزوج علي بابا من امرأة فقيرة ويظل يكسب قوته من الاحتطاب. في أحد الأيام، كان علي بابا يحتطب في الغابة، عندما سمع صدفةً مجموعة من اربعين لصاً يزورون كنزهم المكنون. كنزهم في مغارة فتحتها مسدودة بصخرة كبيرة. يفتح عند ذكر الكلمة السحرية «افتح يا سمسم» ويغلق إذا قلت له «اغلق يا سمسم». عندما يذهب اللصوص، يدخل علي بابا المغارة بنفسه ويأخذ كيساً واحداً من العملات الذهبية.
يقترض علي بابا وزوجته ميزان زوجة قاسم بابا ليزنا ثروتهم الجديدة. من دون علمهم، غطت زوجة اخيه الميزان بطبقة من الشمع لتعرف ما غرض علي بابا فيه، اثارها الفضول لتعرف ما نوع الحبوب التي يحتاج نسيبها الفقير ان يزنها. لكنها تتفاجأ عندما تجد عملة ذهبية ملتصقة بالميزان فتخبر زوجها فوراً. يلح قاسم بابا على اخيه فيبوح له علي بابا بسر المغارة. يذهب قاسم إلى المغارة مصطحباً حماراً معه ليحمل كل ما يقدر على حمله من الكنوز. يدخل المغارة بالكلمات السحرية. لكن من فرط طمعه وتحمسه للكنز ينسى كلمة السر فلا يقدر على الخروج ويُحبَس في المغارة. يجده اللصوص هناك فيقطعوه ارباً. قلق علي بابا على اخيه الذي لم يعد فذهب إلى المغارة ليبحث عنه ويجد جثته هناك ممزقة ارباً ارباً ومعلقة على مدخل المغارة كتحذيرٍ لكل من يجرأ على الدخول.   
يحضر علي بابا الجثة إلى المنزل ويكلف مورجانة، جارية فطنة تعمل في منزل قاسم، بمهمة اقناع الناس ان قاسم مات ميتة طبيعية. تسارع مورجانة إلى شراء الأدوية من الصيدلي، مخبرةً اياه أن قاسم طريح الفراش يصارع المرض. ثم تجد خياطًا عجوزاً يُدعى بابا مصطفى فتعطيه مالاً وتعصب عينيه وتقوده إلى منزل قاسم. وهناك وبين عشية وضحاها، يخيط الخياط قطع جسد قاسم معاً مرة أخرى. وثم يدفن علي بابا وعائلته قاسم بابا دفنةً لائقة دون أن يشك أحد في أي شيء.
علي بابا هو أحد ملوك بلاد البجاة، كانت بينهم وبين العرب معاهدة فنقضها وأغار على مصر فنهب وسلب، أرسل له الخليفة العباسي المتوكل على الله جيشاً بقيادة محمد بن عبد الله القمي، فخرج لهم علي بابا بجموع عظيمة، لكنّه هُزم أمام جيش المسلمين، واقتيد أسيراً إلى سامراء، وهناك قرّر الخليفة العباسي المتوكل على الله العفو عنه، وأعاده ملكاً على البجاة باسم الخليفة.